# Scout Motors Terra
Scout Motors Terra — пікап, який буде вироблятися Scout Motors з 2027 року.

## Історія
В 2022 році Volkswagen анонсував відродження International Harvester Scout під маркою Scout Motors. В вересні 2024 року на сайті компанії з'явилося число презентації: 24 жовтня 2024 року, що означає 44 роки після закінчення виробництва IH Scout.
24 жовтня 2024 представили нові Scout Traveler та Terra. Terra поділяє платформу Traveler, хоча, можливо, було б доцільніше сказати, що навпаки, оскільки архітектура є чистим пікапом. У Terra використовується конструкція кузов-на-рамі з живою задньою віссю, і хоча Scout не надав нам повної інформації, електрична силова установка буде складатися з двох двигунів. Ще не відомо, яка потужність, але Scout каже, що крутний момент буде 1355 Нм, цього достатньо, щоб розігнати Terra до 96 км/год за 3,5 секунди. Вантажопідйомність: майже 2000 фунтів корисного навантаження та вантажопідйомність близько 10 000 фунтів. Щоб вирішити проблеми з заряджанням, Terra і Traveler приймуть Північноамериканський стандарт зарядки (NACS) і підтримуватимуть швидку зарядку потужністю 350 кВт, а також двонаправлену зарядку для додаткової функціональності в реальних сценаріях.